# Leucania transversa
Leucania transversa är en fjärilsart som beskrevs av Barend J. Lempke 1964. Leucania transversa ingår i släktet Leucania och familjen nattflyn. Inga underarter finns listade i Catalogue of Life.